# Capital Steez
Courtney Everald "Jamal" Dewar Jr. (7 juli 1993 – 24 december 2012), beter bekend onder zijn artiestennaam Capital Steez (ook wel Capital STEEZ), was een Amerikaans rapper en songwriter uit Brooklyn, New York. Hij was de oprichter van de uit Brooklyn afkomstige rapgroep Pro Era, samen met zijn jeugdvriend Joey Bada$$.
Capital Steez stond ook aan de basis van Beast Coast, een rapperscollectief uit Flatbush, waar Pro Era, Flatbush Zombies en The Underachievers deel van uitmaken.
Op 23 februari 2012 uploadden Joey Bada$$ en Capital Steez een videoclip van het nummer "Survival Tactics" op YouTube. De afsluitende strofe van Capital Steez werd genoemd op de lijst "25 Of The Best Closing Lines in Rap" van XXL Magazine. Capital Steez bracht op 7 april 2012 zijn debuut mixtape AmeriKKKan Korruption uit.
Capital Steez maakte op 24 december 2012 een einde aan zijn leven.